# Welcome to the Pleasuredome
Welcome to the Pleasuredome är ett dubbelalbum av Frankie Goes to Hollywood, utgivet den 29 oktober 1984. Det är bandets debutalbum och det producerades av Trevor Horn. Albumet gick direkt in på brittiska albumlistans första plats i november 1984 och låg totalt 67 veckor på listan.
Albumet utgavs som LP, kassett, bildskiva och CD.

## Låtlista
Alla låtar är komponerade av Peter Gill, Holly Johnson, Brian Nash och Mark O'Toole, om inte annat anges. 
| 1. | Well...                     | Frankie Goes to Hollywood, Andy Richards | 0:55  |
| 2. | The World Is My Oyster      |                                          | 1:02  |
| 3. | Snatch of Fury (Stay)       | Gerry Marsden                            | 0:36  |
| 4. | Welcome to the Pleasuredome |                                          | 12:58 |

| 5. | Relax (Come Fighting)                      |                                  | 3:56 |
| 6. | War (...and Hide)                          | Barrett Strong, Norman Whitfield | 6:12 |
| 7. | Two Tribes (For the Victims of Ravishment) |                                  | 3:23 |
| 8. | (Tag) (icke omnämnt spår)                  |                                  | 0:35 |

| 9.  | Ferry (Go)                | Marsden                   | 1:49 |
| 10. | Born to Run               | Bruce Springsteen         | 3:56 |
| 11. | San Jose (The Way)        | Burt Bacharach, Hal David | 3:09 |
| 12. | Wish (The Lads Were Here) |                           | 2:48 |
| 13. | The Ballad of 32          |                           | 4:47 |

| 14.          | Krisco Kisses           |              | 2:57  |
| 15.          | Black Night White Light |              | 4:05  |
| 16.          | The Only Star in Heaven |              | 4:16  |
| 17.          | The Power of Love       |              | 5:28  |
| 18.          | Bang                    |              | 1:08  |
| Total längd: | Total längd:            | Total längd: | 64:00 |

- I spåret "(Tag)" imiterar Chris Barrie prins Charles och begrundar orgasmens mysterium.

## Medverkande
Frankie Goes to Hollywood
- Holly Johnson – sång
- Paul Rutherford – bakgrundssång
- Mark O'Toole – elbas
- Brian Nash – gitarr
- Peter Gill – trummor

Övriga medverkande
- J.J. Jeczalik – keyboard, programmering
- Andrew Richards – keyboard
- Luís Jardim – percussion
- Anne Dudley – keyboard, stråkarrangemang på "The Power of Love"
- Stephen Lipson – gitarr
- Steve Howe – akustisk gitarr på "Welcome to the Pleasuredome"
- Trevor Horn – bakgrundssång, basgitarr